# 쿵푸 외전
《쿵푸 외전》(중국어: 少俠好功夫)는 2019년 중국에서 개봉한 중국의 액션 영화이다.

## 출연

### 주연
- 웅흔흔
- 가강희